# Lauperswil
Lauperswil ist eine Einwohnergemeinde im Schweizer Kanton Bern. Sie gehört zum Verwaltungskreis Emmental.

## Geographie

Luftbild von Walter Mittelholzer (1926)

Lauperswil liegt im Emmental und umfasst 2119 ha, davon 687 ha Wald.
Die Einwohnergemeinde Lauperswil besteht aus den Dörfern Lauperswil, Emmenmatt, Wittenbach, Längenbach, Moosegg, Obermatt, Mungnau und einem Teil der Ortschaft Zollbrück.

## Politik
Gemeindepräsident ist Christian Baumann (SVP).
Die Stimmenanteile der Parteien anlässlich der Nationalratswahl 2023 betrugen: SVP 56,1 % (+3,2 %), Mitte 7,6 % (−2,4 %), SP 7,3 % (+0,3 %), GPS 6,3 % (−1,4 %), EDU 5,8 % (+1,5 %), glp 5,2 % (−0,8 %), EVP 3,6 % (+0,9 %), FDP 3,3 % (−0,8 %).

## Wirtschaft
Der Tourismus spielt eine kleine, aber nicht unbedeutende Rolle, mehrere typische Emmentaler Gasthöfe bieten Zimmer an. Eines der bekanntesten Ausflugsrestaurants des Emmentals liegt auf der Moosegg.

## Sehenswürdigkeiten
Die Kirche von 1518 besitzt heute noch die originalen Glasgemälde der Bauzeit. Die drei Glocken gehören zu den ältesten im Kanton Bern (um 1250 und 1470).
Auf dem Gebiet der Gemeinde liegt die Ruine der Höhenburg Wartenstein. Der Zeitpunkt der Erbauung ist nicht genau bekannt. Als erste Besitzer werden ab 1228 die Ritter Swaro von Wartenstein genannt.

## Bilder

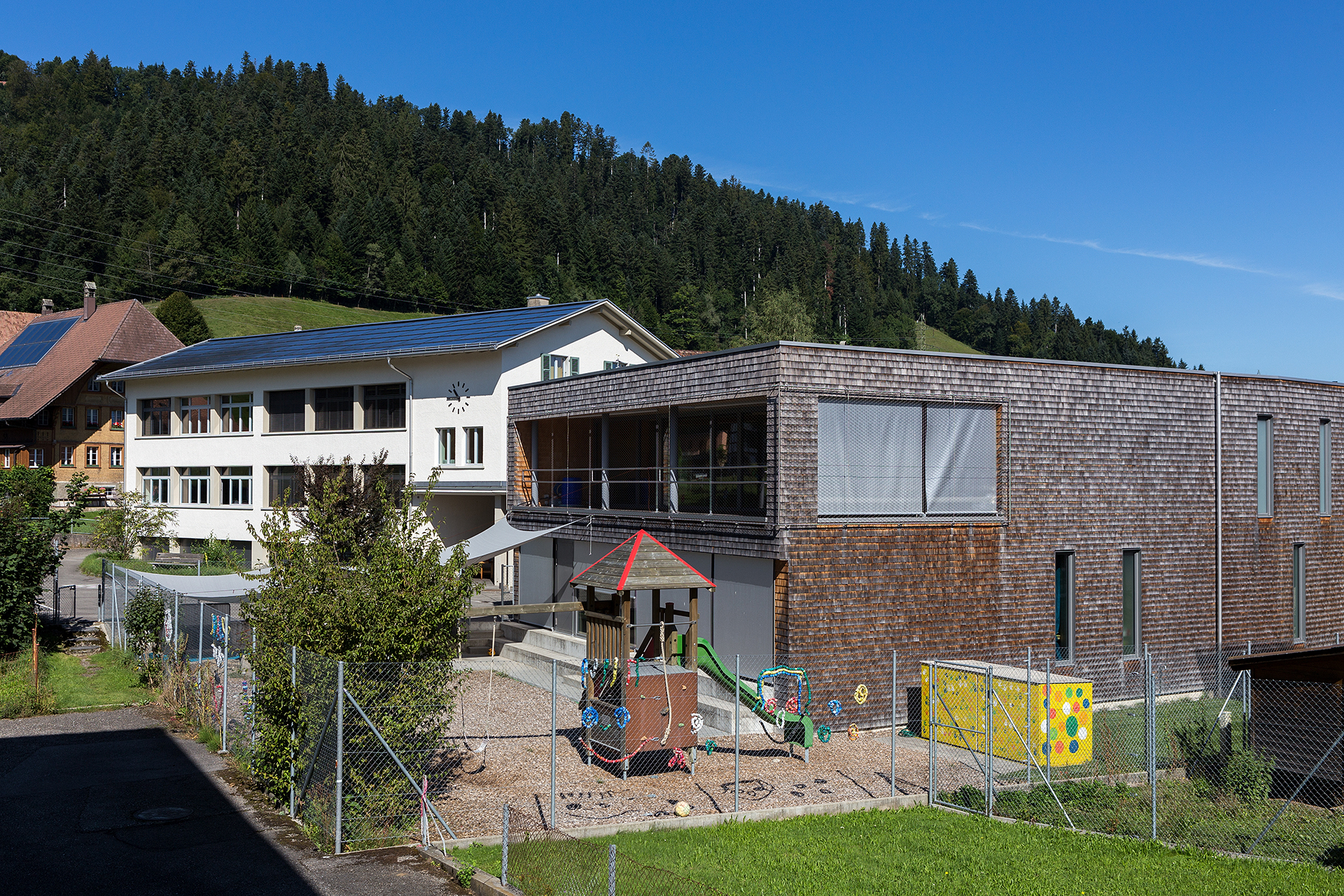
Schulanlage
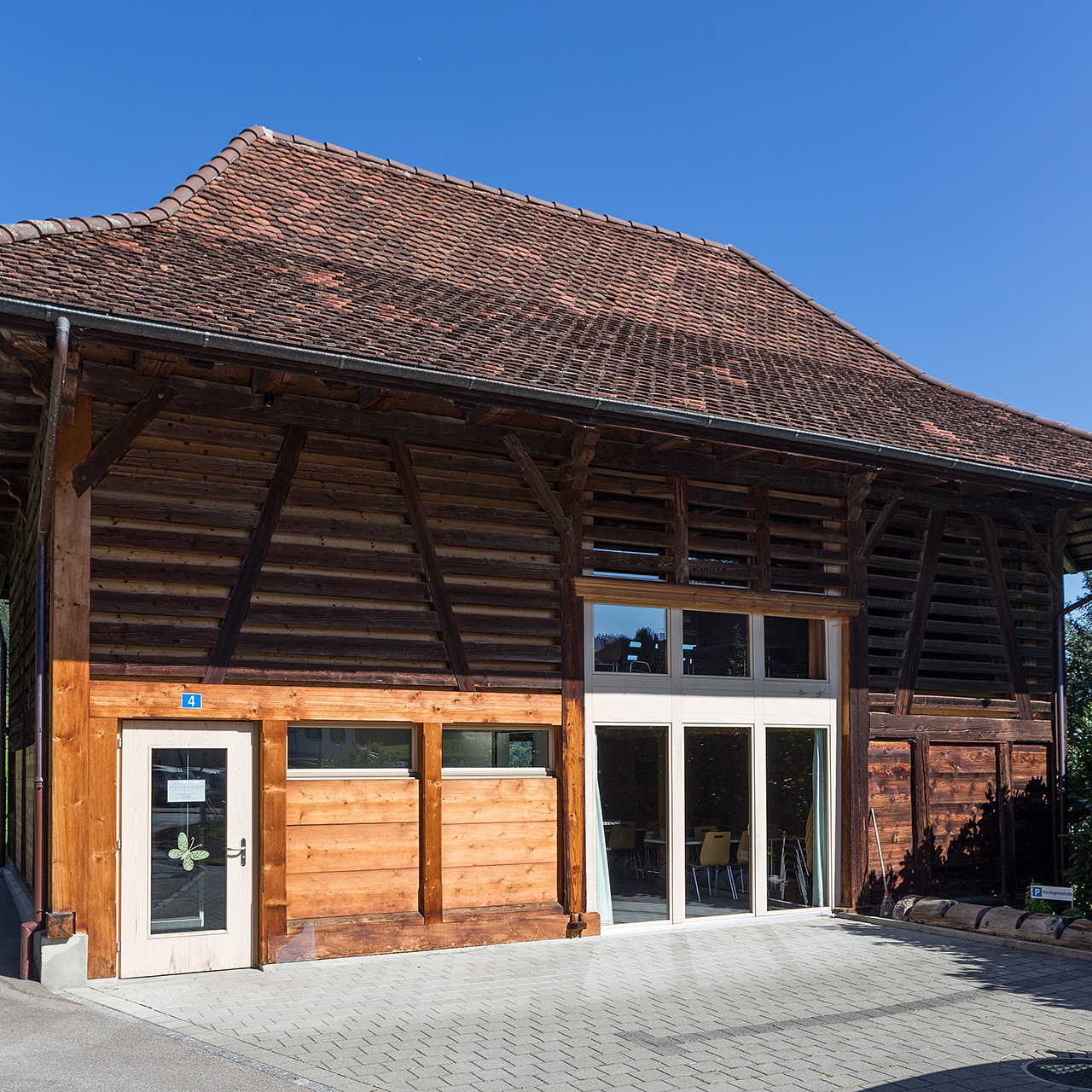
Ehemalige Pfrundscheune
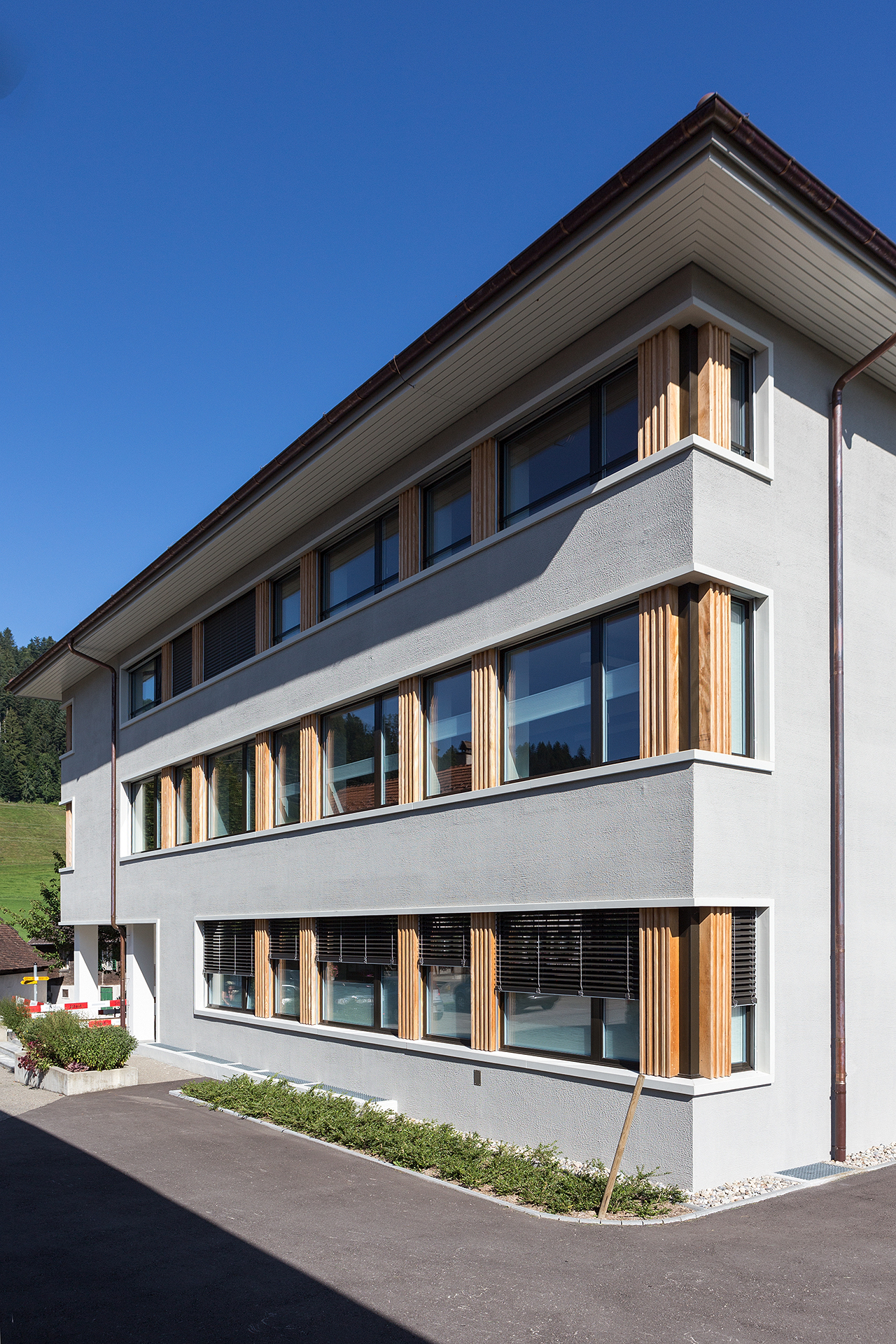
Gemeindehaus
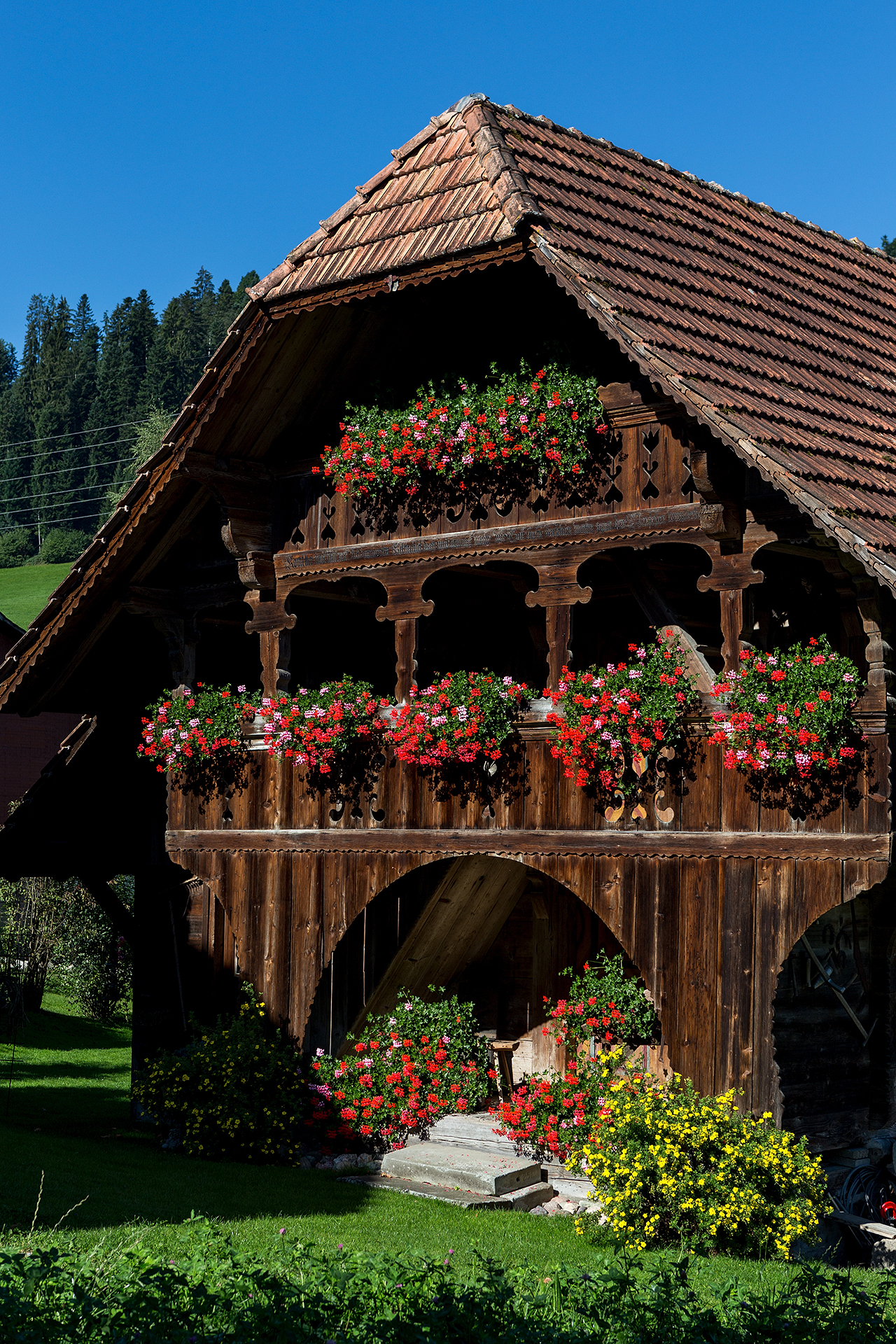
Speicher
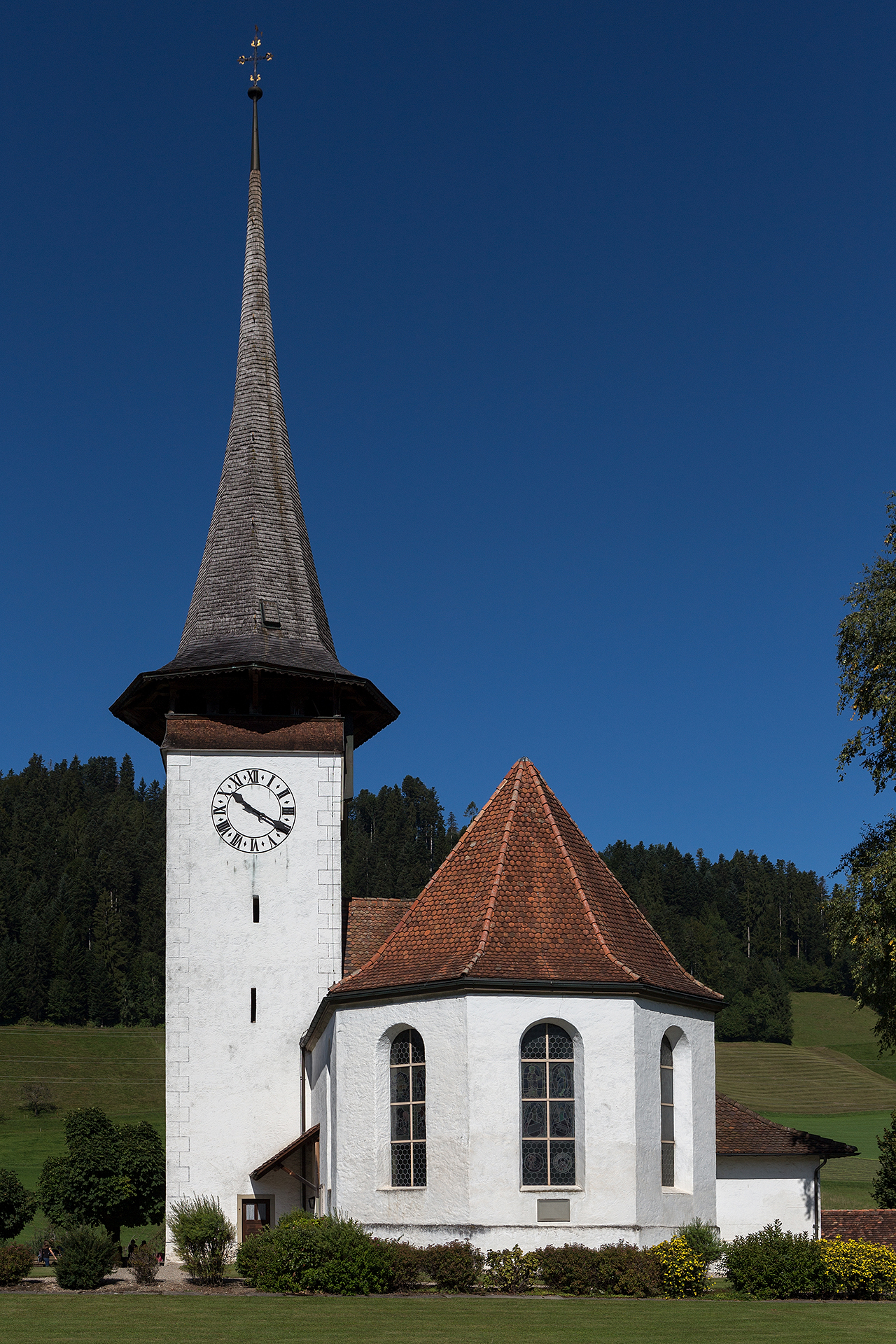
Reformierte Kirche

## Persönlichkeiten
- Johann Althaus (1798–1876), wanderte 1827 ins Allgäu aus und führte dort die Emmentalerkäserei ein
- Rudolf Strahm (* 1943), Ökonom und Politiker (SP)
- Martin Thommen (* 1977), Koch und Präsident der Jeunes Restaurateurs d’Europe.